# Ghiacciaio Northwind
Il ghiacciaio Northwind è un ghiacciaio lungo circa 13 km situato nella regione centro-occidentale della Dipendenza di Ross, in Antartide. Il ghiacciaio, il cui punto più alto si trova a circa 1000 m s.l.m., si trova in particolare nella parte settentrionale del versante orientale della dorsale Convoy, dove fluisce verso nord partendo dal versante settentrionale del nevaio Flight Deck per poi virare verso nord-est e fiancheggiare il versante meridionale della cresta Elkhorn, dal lato opposto del ghiacciaio Towle, fino a unire il proprio flusso a quello del ghiacciaio Fry.

## Storia
Il ghiacciaio Northwind è stato mappato dai membri della spedizione Terra Nova, condotta dal 1910 al 1913 e comandata dal capitano Robert Falcon Scott, ma è stato così battezzato solo in seguito dai membri della squadra neozelandese della spedizione Fuchs-Hillary, condotta dal 1956 al 1958, che esplorarono l'area del ghiacciaio nel 1957, in onore della USCGC Northwind, un rompighiaccio statunitense che fece parte del convoglio navale che quell'anno era stanziato alla stazione McMurdo e che prese parte all'operazione Deep Freeze di quell'anno.